# Mesomyia stannusi
Mesomyia stannusi är en tvåvingeart som beskrevs av H. Oldroyd 1957. Mesomyia stannusi ingår i släktet Mesomyia och familjen bromsar.
Artens utbredningsområde är Tanzania. Inga underarter finns listade i Catalogue of Life.